# Crvena vina Balkana
Crvena vina Balkana su sorte vina proizvedana u vinogradarskim regionima Balkanskog poluostrva  koja se „odlikuju sličnim ekološkim faktorima, izborom preporučenih sorti i ostalim neophodnim činiocima za uspešno gajenje vinove loze, što omogućava proizvodnju grožđa, šire, vina i drugih proizvoda karakterističnih po kvalitetu, prinosu grožđa i senzornim osobinama za taj region”.

## Istorija
Iako postoje tragovi da je grožđe bilo poznato narodima koji su naseljavali prostore današnjeg Balkanskog poluostrva još u neolitu, fosilni nalazi iz tog perioda na lokalitetu Vinča, u blizini Beograda, najverovatnije predstavljaju divlje grožđe koje je najverovatnije korišćeno samo u ishrani. I mada naučna istraživanja nisu sa sigurnošću potvrdila da se u amforama koje su pronađene u Vinči čuvalo vino ili piće nalik današnjem pivu koje se pravilo od fermentisane pšenice. Kako se kultura neolita razvijala sa istoka odnosno iz turske visoravni Anatolije preko Balkana ka centralnoj Evropi, sasvim je moguće da su i neolitski narodi npr. Vinče imali priliku da probaju vino koje je stizalo sa trgovačkim karavanima sa istoka.

## Opšta razmatranja
Propisi u svetu sve više regulišu klasifikaciju, pa i prodaju vina prema regionima sveta. U Evropskoj uniji se klasificiraja vina najčešće obavlja po regionima (napr. Bordeaux, Rioja), dok van-Evropska vina imaju klasifikaciju po sortama grožđa (napr. Pinot Noir, Merlot). Kako su u 21. veku neki vinski regioni dobili veliku popularnost u svetu to je dovelo do povećavanja njihove popularnosti i tržišnog priznavanja.
Sama kategorizacija vinskih regiona vrši se na osnovu opštih karakteristika klime tog područja u toku vegetacije. Najveći deo vrhunskih vina svetske proizvodnje pripadaju Mediteranskom (napr., Tuscany), primorskom (napr. Bordeux) ili kontinentalnom (napr., Coumbia Dolina) klimatskom regionu koji se nalaze između 30. i 50. paralele na severnoj i južnoj hemisferi (Srbija zauzima položaj između 41° istočne 46°  severne geografske širine)
Terroir regiona
Terroir regiona je interaktivni ekosistem određenog lokaliteta koji uključuje klimatske promene, tip zemljišta, biljke i uticaj čoveka, ima ključnu ulogu u kvalitetu grožđa i vina. Tako da upoređivanjem vinogradarskih regiona sveta može se uspostaviti veza između terroir-a i kvaliteta vina. Zrenje grožđa zavisi od temperature vazduha i prisutne vlage zemljišta Kada je temperatura vazduha +27 ° započinju fiziološki procesi u vinovoj lozi i grožđe zri. Jedna od karakteristika koja dovodi do razlike između klimatskih vinskih regiona je dužina vremena potrebna da se dođe do ove optimalne temperature u toku zrenja. Osim temperature, druga karakteristika je količina padavina i potreba za dodatnim navodnjavanjem. Ostali klimatski faktori koji utiču na zrenje grožđa, kao što su: vetar, atmosferski pritisak i dnevne varijacije temperature, koje se razlikuju po klimatskim regionima.

## Značaj
Značaj crnih vina Balkanskog vinogradarskog i vinskog regiona sagledava se sa više aspekata — ali je zasnovan pre svega na fenolnom sastavu vina sa poznatim geografskim poreklom, i odnosu koncentracije fenolnih komponenata prisutnih u ovim vinima koji uvećavaju njihov antioksidativni i antimikrobni kapacitet u odnosu na vina drugih regiona i time ih čine konkurentnim na svetskom tržištu.

## Kategorije crvenih vina Balkana
Ova vina, se danas označavaju kao: stono vino i vino sa geografskim poreklom

### Stono vino
Stono vino jeste vino bez geografskog porekla proizvedeno od grožđa jedne ili više dozvoljenih sorti vinove loze vrste Vitis vinifera L, odnosno sorti dobijenih ukrštanjem sorti vrste Vitis vinifera L. i drugih vrsta iz roda Vitis, koje ispunjava propisan kvalitet i način proizvodnje za ovu kategoriju vina, u skladu sa zakonom i drugim posebnim propisima balkanskih zemalja.

### Vino sa geografskim poreklom
Vino sa geografskim poreklom se prema kvalitetu, načinu proizvodnje i vrsti vinogradarskog područja razvrstava na:

#### Regionalno vino
Regionalno vino proizvedeno je od grožđa jedne ili više preporučenih sorti vinove loze vrste Vitis vinifera L, odnosno sorti dobijenih ukrštanjem sorti vrste Vitis vinifera L. i drugih vrsta iz roda Vitis, poreklom najmanje 85% iz istog vinogradarskog regiona, pri čemu se proizvodnja i prerada grožđa i proizvodnja vina obavlja u okviru datog vinogradarskog regiona, u skladu sa propisanim dozvoljenim prinosom grožđa, kvalitetom i načinom proizvodnje vina za ovu kategoriju, u skladu sa ovim zakonom i drugim posebnim propisima.

#### Kvalitetno vino sa geografskim poreklom
Kvalitetno vino sa geografskim poreklom razvrstava se na: kvalitetno vino sa kontrolisanim geografskim poreklom i kvalitetom i vrhunsko vino sa kontrolisanim i garantovanim geografskim poreklom i kvalitetom.
Kvalitetno vino sa kontrolisanim geografskim poreklom i kvalitetom
Ovo vino proizvedeno je od grožđa jedne ili više preporučenih sorti vinove loze vrste Vitis vinifera L. sa izraženim karakteristikama za sortu ili sorte, poreklom iz istog vinogradarskog rejona, pri čemu se proizvodnja i prerada grožđa i proizvodnja vina obavlja u okviru datog vinogradarskog rejona, u skladu sa propisanim dozvoljenim prinosom grožđa, kvalitetom i načinom proizvodnje vina za ovu kategoriju, u skladu sa ovim zakonom i drugim posebnim propisima.
Vrhunsko vino sa kontrolisanim i garantovanim geografskim poreklom i kvalitetom
Ovo vino proizvedeno je od grožđa jedne ili više preporučenih sorti vinove loze vrste Vitis vinifera L. sa naročito izraženim karakteristikama za sortu ili sorte, poreklom iz istog vinogradarskog rejona, pri čemu se proizvodnja i prerada grožđa i proizvodnja vina obavlja u okviru datog vinogradarskog rejona, u skladu sa propisanim dozvoljenim prinosom grožđa, kvalitetom i načinom proizvodnje vina za ovu kategoriju, u skladu sa ovim zakonom i drugim posebnim propisima.

## Prostor Balkanskog poluostrva pod vinovom lozom
Prema zvaničnim statističkim podatcima:  
- Srbija sa ukupnom površinom  56.434 ha pod vinovom lozom u 2011 godini je proizvela 1.353.632 hL vina;
- Severna Makedonija sa ukupnom površinom od 21.000 ha u 2009 godini je proizvela oko 900.000 hL;
- Hrvatska koja ima 58.000 ha vinograda ima proizvodnju vina od 1.270 000 hL;
- Bugarska sa 265.000 ha pod vinogradima u 2009 godini proizvela je 2.000.000 hL
- Bosna i Hercegovina u 2010 godini je imala proizvodnju od 134.130 hL vina.
- Crna Gora
- Albanija
- Grčka